# Тесново
Тесно́во (бел. Цяснова) —  деревня в составе Хвастовичского сельсовета Глусского района Могилёвской области Белоруссии.
До упразднения 20 ноября 2013 года Клетненского сельсовета входила в его состав.

## Население
- 1999 год — 90 человек
- 2009 год — 37 человек